# Homps (Aude)
Homps – miejscowość i gmina we Francji, w regionie Oksytania, w departamencie Aude. Przez gminę przepływa rzeka Aude w miejscu, w którym uchodzi do niej Ognon. 
Według danych na rok 1990 gminę zamieszkiwało 611 osób, a gęstość zaludnienia wynosiła 200 osób/km² (wśród 1545 gmin Langwedocji-Roussillon Homps plasuje się na 466. miejscu pod względem liczby ludności, natomiast pod względem powierzchni na miejscu 1086.).

## Zabytki
Zabytki w miejscowości posiadające status Monument historique:
- kaplica Saint-Michel (Chapelle Saint-Michel)